# 45360
45360（四万五千三百六十、よんまんごせんさんびゃくろくじゅう）は、自然数また整数において、45359の次で45361の前の数である。

## 性質
- 45360は合成数であり、約数は1, 2, 3, 4, 5, 6, 7, 8, 9, 10, 12, 14, 15, 16, 18, 20, 21, 24, 27, 28, 30, 35, 36, 40, 42, 45, 48, 54, 56, 60, 63, 70, 72, 80, 81, 84, 90, 105, 108, 112, 120, 126, 135, 140, 144, 162, 168, 180, 189, 210, 216, 240, 252, 270, 280, 315, 324, 336, 360, 378, 405, 420, 432, 504, 540, 560, 567, 630, 648, 720, 756, 810, 840, 945, 1008, 1080, 1134, 1260, 1296, 1512, 1620, 1680, 1890, 2160, 2268, 2520, 2835, 3024, 3240, 3780, 4536, 5040, 5670, 6480, 7560, 9072, 11340, 15120, 22680, 45360である。
  - 約数の和は180048。
- 26番目の高度合成数であり、約数を100個持つ。1つ前は27720、次は50400。
  - 約数を100個持つ最小の数である。次は71280。（オンライン整数列大辞典の数列 A163816）
  - 81（34）で割り切れる最小の高度合成数である。
    - 3（31）～9（32）までで割り切れる最小の高度合成数は180で、3～27（33）までで割り切れる最小の高度合成数は7560で、3～81（34）までで割り切れる最小の高度合成数は45360である。
- 135番目の七角数である。1つ前は44689、次は46036。
- 6284番目のハーシャッド数である。1つ前は45356、次は45364。
- 45360 = 360 × 126 であり、126周分の角度にあたる。
- 45360 = 24 × 34 × 5 × 7
  - n = 4のときの 2n × 3n × 5 × 7 の値とみたとき1つ前は7560、次は272160。
  - 4つの異なる素因数の積で p 4 × q 4 × r × s の形で表せる最小の数である。次は71280。
  - n = 1のときの pn4 × pn+14 × pn+2  × pn+3 の値とみたとき次は3898125。
- 45360 = 7! × 9
  - n = 7 のときの n! × 9 とみたとき1つ前は6480、次は362880。
- 45360 = 7! + 8!
  - n = 7 のときの n! + (n + 1) ! の値とみたとき1つ前は5760、次は403200。
- 45360 = 210 × 216
  - n = 210のときの n (n + 6) の値とみたとき1つ前は44935、次は45787。
- 45360 = 363 − 362
  - n = 36のときの n 3 − n 2 の値とみたとき1つ前は41650、次は49284。(オンライン整数列大辞典の数列 A045991)